# ایزورو ناروشیما
ایزورو ناروشیما (انگلیسی: Izuru Narushima) کارگردان فیلم ژاپنی و متولد ۱۹۶۱ میلادی، اهل استان یاماناشی است. در سال ۲۰۱۱ او توانست جایزه آکادمی فیلم ژاپن را برای ساخت فیلم تجدید حیات دریافت کند.